# Dana Malá
Dana Malá (* 18. September 1959, geborene Dana Mezuliáníková) ist eine tschechische Badmintonspielerin. 

## Karriere
Dana Malá wurde 1965 erstmals nationale Meisterin in der Tschechoslowakei, wobei sie im Mixed mit Ehemann Michal Malý erfolgreich war. Zwei weitere Titelgewinne mit ihm folgten 1985 und 1987.

## Sportliche Erfolge
| Saison | Veranstaltung                             | Disziplin | Platz | Name                    |
| ------ | ----------------------------------------- | --------- | ----- | ----------------------- |
| 1984   | Tschechoslowakische Einzelmeisterschaften | Mixed     | 1     | Michal Malý / Dana Malá |
| 1985   | Tschechoslowakische Einzelmeisterschaften | Mixed     | 1     | Michal Malý / Dana Malá |
| 1987   | Tschechoslowakische Einzelmeisterschaften | Mixed     | 1     | Michal Malý / Dana Malá |